# Heinrich Theodor Müller
Heinrich Theodor Müller (* 24. November 1901 in Essen-Borbeck; † 28. März 1985 ebenda) war Zahnarzt, Leiter der Bonner Außenstelle des Sicherheitsdienstes (SD) und Mitglied der Waffen-SS.

## Leben und Wirken
Heinrich Theodor Müller wurde als ältestes von fünf Kindern der katholischen Eheleute Hermann Müller (Maschinensteiger) und Maria Lüke geboren. Nach Besuch des Gymnasiums Borbeck und der privaten Rektoratschule Ascheberg wechselte er zum Internat Gaesdonck, wo er 1923 das Abitur bestand. 1924 begann er an der TH München ein Studium in den Fächern Bergbau, Maschinenbau und Elektrotechnik. Wegen erheblicher Schwächen in Mathematik brach er nach sieben Jahren das Studium ab, um nunmehr Zahnmedizin zu studieren. 1936 bestand er an der Universität Bonn das Staatsexamen und wurde als Zahnarzt approbiert. Er verblieb an der Universitäts-Zahnklinik und war dort bis 1943 zunächst als Wissenschaftliche Hilfskraft, später als Assistent tätig. Die Promotion zum Dr. med. dent. gelang ihm erst nach zwei erfolglosen Anläufen im Dezember 1942.

## Politische Betätigung
Müller trat zum 1. März 1931 in die NSDAP (Mitgliedsnummer 450.112) und im selben Jahr in die SS (SS-Nummer 10.269) ein, war seit Frühjahr 1935 als V-Mann für den SD tätig und fertigte Berichte vor allem über Angelegenheiten der Bonner Universität. Die Leitung der Bonner SD-Außenstelle übernahm er im Herbst 1935. Diese war im selben Gebäude untergebracht wie die Gestapo (Kreuzbergweg 5 in der Bonner Weststadt). Die räumliche Nähe ermöglichte Müller nicht nur eine enge Zusammenarbeit mit der Gestapo, sondern auch die Anmaßung polizeilicher Machtbefugnisse. Der Leiter der Bonner Gestapo, Walter Proll, sah sich offenbar nicht in der Lage, sich seinem Machtgebaren zu widersetzen.

## Verbrechen gegen die Menschlichkeit
Müllers weltanschauliche Zuverlässigkeit äußerte sich in der Misshandlung von Opfern und Gegnern des NS-Regimes, in der Zahnklinik ebenso wie in der SD-Dienststelle. Dem jüdischen Mathematik-Professor Felix Hausdorff, der zusammen mit seiner Frau in die Klinik kam, empfahl er gar: Wenn ein Jude krank ist, soll er sich aufhängen. Tatsächlich nahm Hausdorff sich 1942 das Leben, als er in ein Internierungslager eingewiesen werden sollte.
Er beteiligte sich an Hausdurchsuchungen und Plünderungen jüdischer Wohnungen und raubte dort Wertgegenstände. An der Hinrichtung polnischer Fremdarbeiter wegen angeblichen Geschlechtsverkehrs mit deutschen Frauen war Müller ebenso beteiligt wie an der Deportation so genannter jüdisch versippter Familien, die sich im September 1944 in der SD-Dienststelle einfinden mussten.

## Kriegsteilnahme
Im Oktober 1944 meldete sich Müller zur Waffen-SS. Den Hintergrund dafür bildete offenbar ein gegen ihn anhängiges Verfahren vor dem SS- und Polizeigericht wegen Lebensmittelschieberei. Zunächst bei einem SS-Panzergrenadier-Bataillon eingesetzt, kam er zu Ostern 1945 als Zahnarzt zur Sanitätsabteilung der SS- und Polizeidivision „Langemarck“. Mit dieser Abteilung erlebte er die Rückzugsgefechte der Wehrmacht an der Ostfront und geriet in den letzten Kriegstagen in Gefangenschaft, aus der er im Mai 1945 fliehen und für einige Jahre – er lebte bei Verwandten in Essen und im Sauerland – untertauchen konnte.

## Nachkriegszeit
Im April 1948 stellte er sich den britischen Besatzungsbehörden und wurde nach mehrmonatiger Untersuchungshaft im Dezember 1948 vom Bonner Schwurgericht wegen Verbrechen gegen die Menschlichkeit zu einem Jahr Haft und vom Spruchgericht Hiddesen wegen Zugehörigkeit zum SD und zur SS zu einer vierjährigen Gefängnisstrafe verurteilt. Beide Strafen wurden zu einer Gesamtfreiheitsstrafe von viereinhalb Jahren zusammengezogen.
Er wurde im Februar 1950 in das Internierungslager Esterwegen im Emsland verlegt. Hier verbüßten seit dem Juli 1947 rund 900 Angehörige nationalsozialistischer Organisationen ihre Haftstrafen. 1950 waren noch rund 100 Verurteilte dort interniert, darunter einige NS-Prominente wie der ehemalige Gauleiter von Düsseldorf, Friedrich Karl Florian.
Bald nach Müllers Internierung begann sein Onkel Johannes, der im Internat Gaesdonck als geistlicher Oberlehrer tätig war, sich um die vorzeitige Haftentlassung seines Neffen zu bemühen. Er konnte den Münsteraner Generalvikar und späteren Bischof von Aachen, Johannes Pohlschneider, dazu bewegen, ein Gnadengesuch für Heinrich einzureichen. Dieses ging durch verschiedene britische und deutsche Instanzen, bevor es im Herbst 1950 von NRW-Ministerpräsident Karl Arnold abgelehnt wurde. Ein weiteres Gnadengesuch über den Kölner Kardinal Josef Frings blieb ebenso erfolglos.
Durch die Vermittlung seines Mithäftlings Friedrich Karl Florian erhielt Müller eine berufliche Perspektive. An seinem 50. Geburtstag wurde Müller nach dreieinhalbjähriger Haft entlassen und zog zu seinen Schwestern nach Essen. Er übernahm eine Zahnarztpraxis in der Gelsenkirchener Neustadt und verschaffte sich damit ein geregeltes Einkommen. Er betrieb die Praxis bis ins hohe Alter von 81 Jahren. Im Januar 1983 kehrte er nach Essen zurück und wohnte in der Nähe des Stadtwaldplatzes, wo er auch verstarb.